# Provincia de Ubaté
La Provincia de Ubaté es una de las 15 que integran el departamento de Cundinamarca (Colombia); se localiza al norte del departamento; la capital provincial es Ubaté. 

## Contexto geográfico
En la provincia Ubaté predominan las tierras de pastos, cuyo uso principal es el pasto manejado, el cual ocupa una extensión 68.024 hectáreas que cubren el 49,6% de la provincia. De igual forma se destacan las extensiones de rastrojo (12,5%), vegetación de páramo (6,5%), bosque plantado (3,9%), papa (3,8%) y tierras eriales (3,7%). La calidad de los suelos dentro de la clasificación agrícola está incluida en muy aptos para la ganadería. La topografía corresponde a tierras planas y quebradas o de vertiente. Es de fácil accesibilidad por las características físicas del terreno.

## Límites
| Noroeste: Provincia de Occidente (Boyacá)                | Norte: Provincia de Occidente Laguna de Fuquene                                    | Nordeste: Provincia de Ricaurte (Boyacá) |
| Oeste: Provincia de Rionegro                             |                                                                                    | Este: Provincia del Centro (Boyacá)      |
| Suroeste: Provincia de Sabana Centro (Embalse del Neusa) | Sur: Límite entre las provincias de Sabana Centro (Laguna de Suesca) y de Almeidas | Sureste: Provincia de Almeidas           |

## Municipios
| Nombre           | Extensión territorial | Temperatura | Altitud (m.s.n.m.) | Población | Viviendas | División política       | Signifi cado del nombre       | Distancia de Bogotá | Transporte                                                           |
| ---------------- | --------------------- | ----------- | ------------------ | --------- | --------- | ----------------------- | ----------------------------- | ------------------- | -------------------------------------------------------------------- |
| Carmen de Carupa | 295 km²               | 14 °C       | 2980               | 7.580     | 2668      | Veintiséis (26) veredas | Flor de la piedra             | 112 km              | Rápido El Carmen                                                     |
| Cucunubá         | 110 km²               | 14 °C       | 2.590              | 7.626     | 1766      | Once (18) veredas       | Semejanza de cara             | 106 km              | Rápido El Carmen, Alianza.                                           |
| Fúquene          | 87 km²                | 13 °C       | 2.750              | 4.904     | 1429      | Cuatro (4) veredas      | El lecho de la zorra          | 116 km              | Alianza (de Zipa)                                                    |
| Guachetá         | 179 km²               | 12 °C       | 2750               | 13.285    | 2831      | Veinte (20) veredas     | Labranza de nuestro cerro     | 116 k               | Rápido El Carmen y Cootransvu                                        |
| Lenguazaque      | 160 km²               | 14 °C       | 2589               | 10.080    | 2377      | Treinta (30) veredas    | Fin de los dominios del zaque | 155 km              | Rápido El Carmen                                                     |
| Simijaca         | 99 km²                | 14 °C       | 2559               | 12.847    | 2626      | Nueve (9) veredas       | Pico de lechuza               | 136 km              | Rápido El Carmen, Cooperativa Reina.                                 |
| Susa             | 111 km²               | 14 °C       | 2586               | 6.454     | 2328      | Trece (13) veredas      | Paja blanca                   | 128 km              | Cooperativa Reina, Rápido El Carmen, Flota Boyacá.                   |
| Sutatausa        | 67 km²                | 14 °C       | 2550               | 5.887     | 1296      | Trece (13) veredas      | Tributo de las nubes          | 88 km               | Cooperativa Reina, Rápido El Carmen.                                 |
| Tausa            | 194 km²               | 10 °C       | 2931               | 8.067     | 2221      | Dieciséis (16) veredas  | Tributo de la cumbre          | 80 km               | Rápido El Carmen                                                     |
| Ubaté            | 106 km²               | 14 °C       | 2556               | 42.558    | 8423      | Nueve (9) veredas       | Granero del boquerón          | 97 km               | Rápido El Carmen, Rápido Gaviota, Cooperativa Reina, Expreso Boyacá. |

## Galería fotográfica

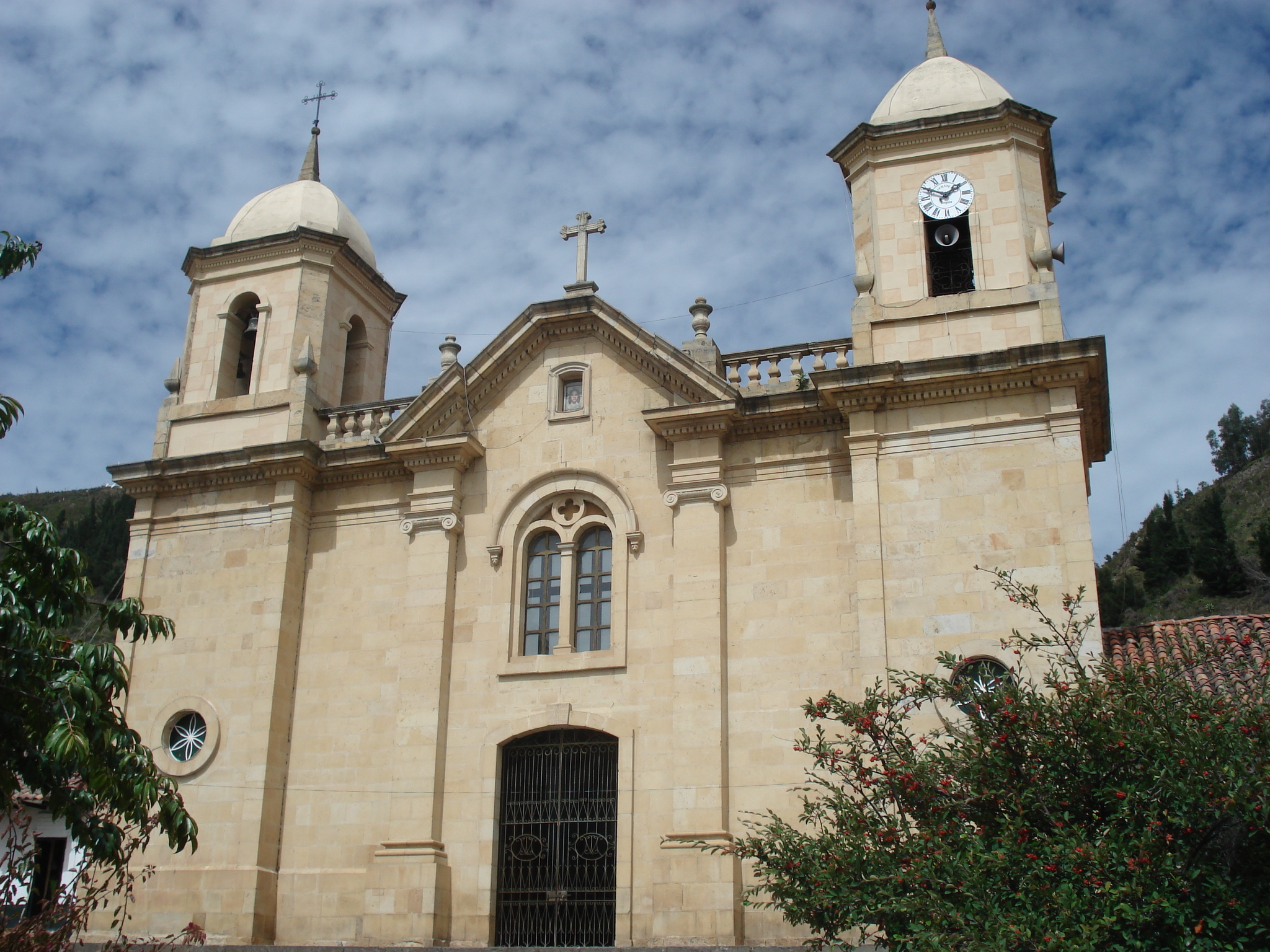
Templo parroquial del Divino Salvador de Cucunubá.
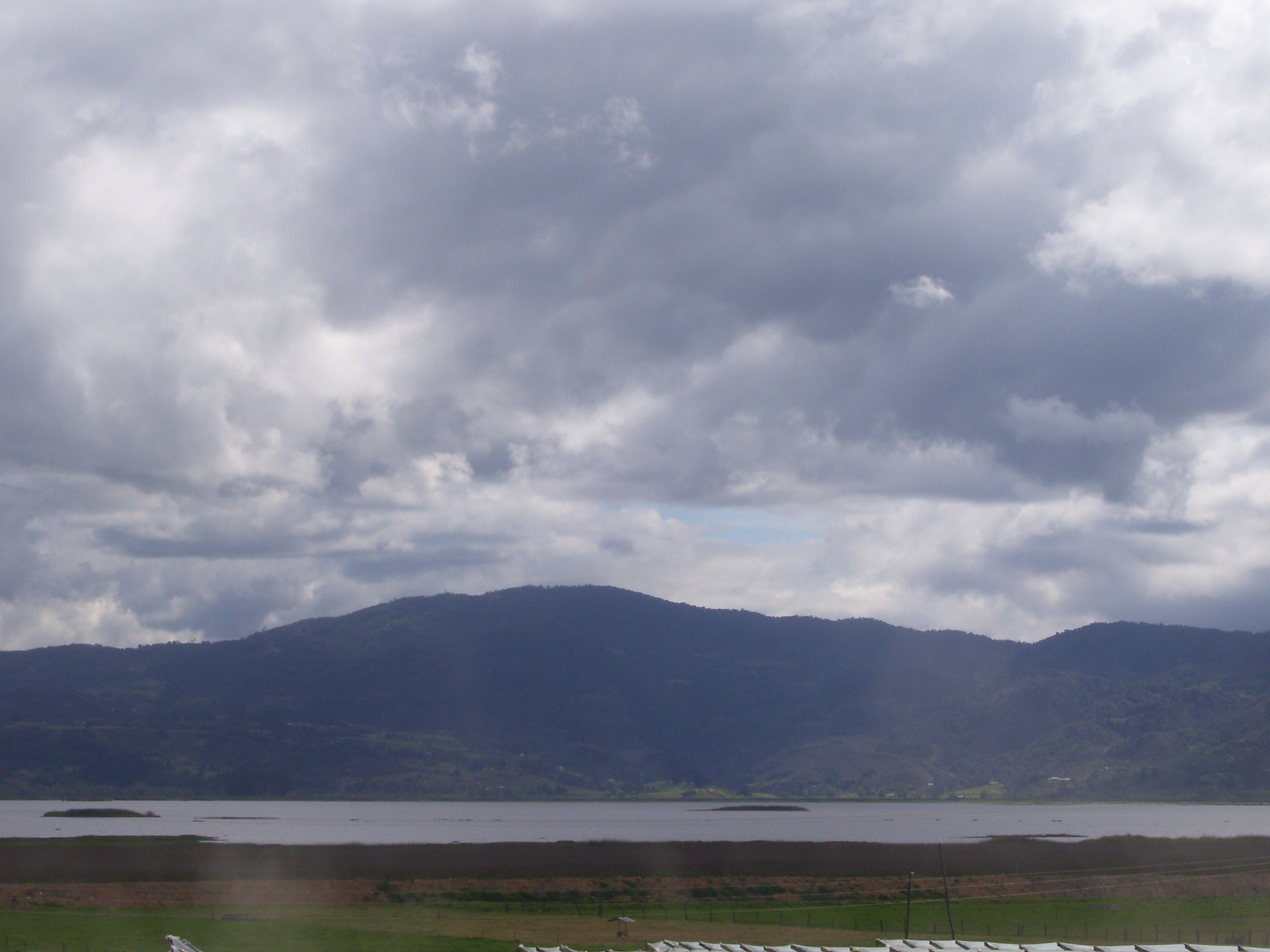
Laguna de Fúquene.
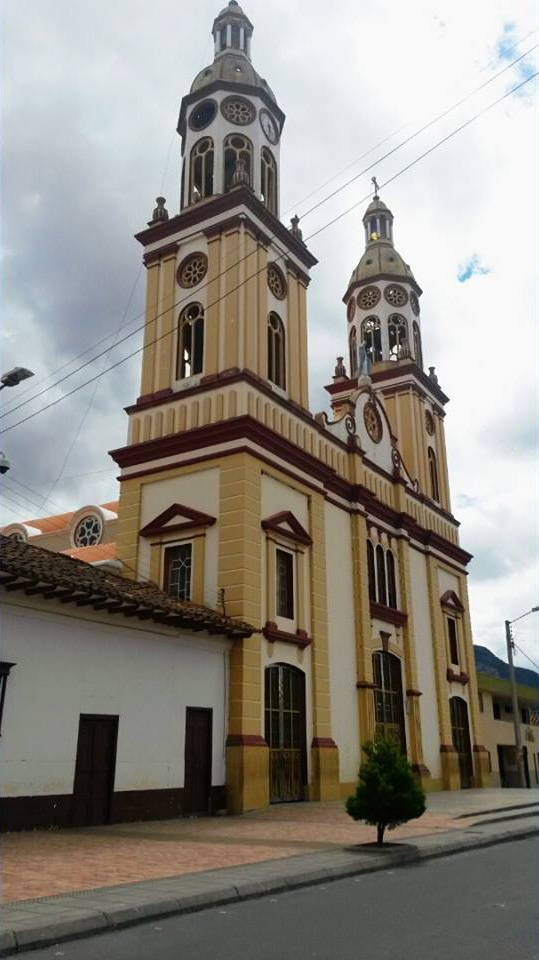
Templo parroquial de la Inmaculada Concepción de Simijaca.
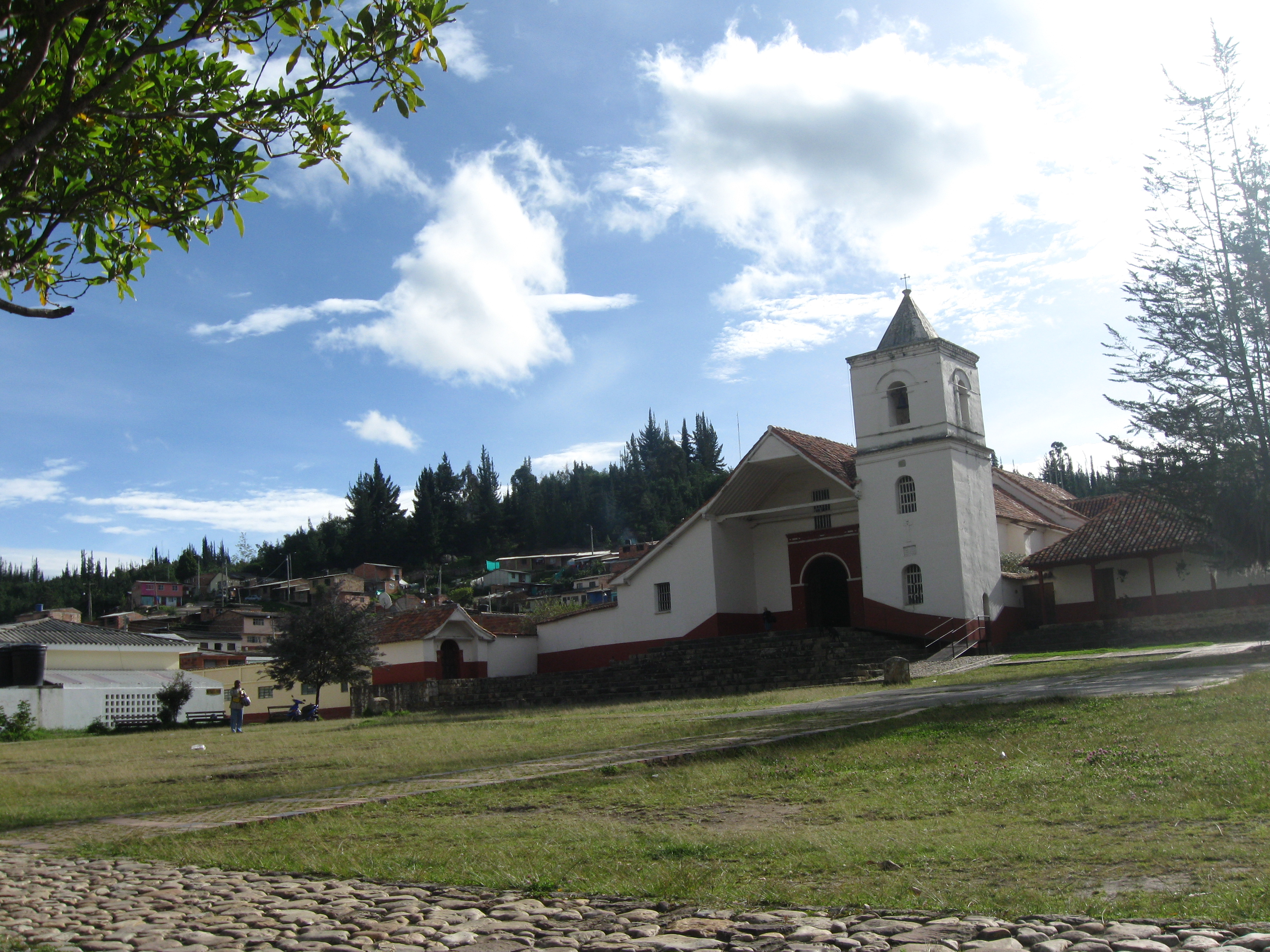
Iglesia de San Juan Bautista de Sutatausa.
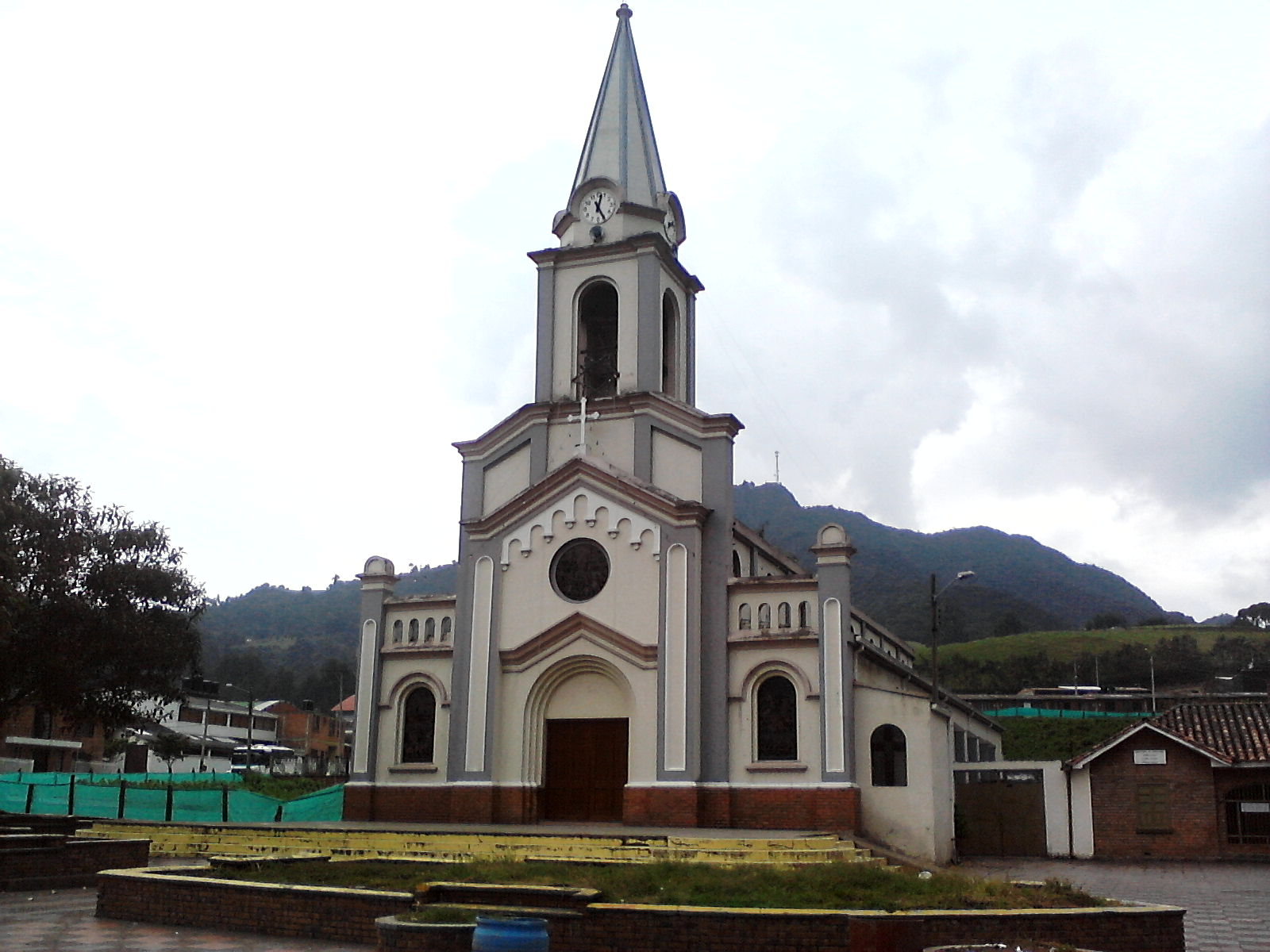
Iglesia de Tausa.
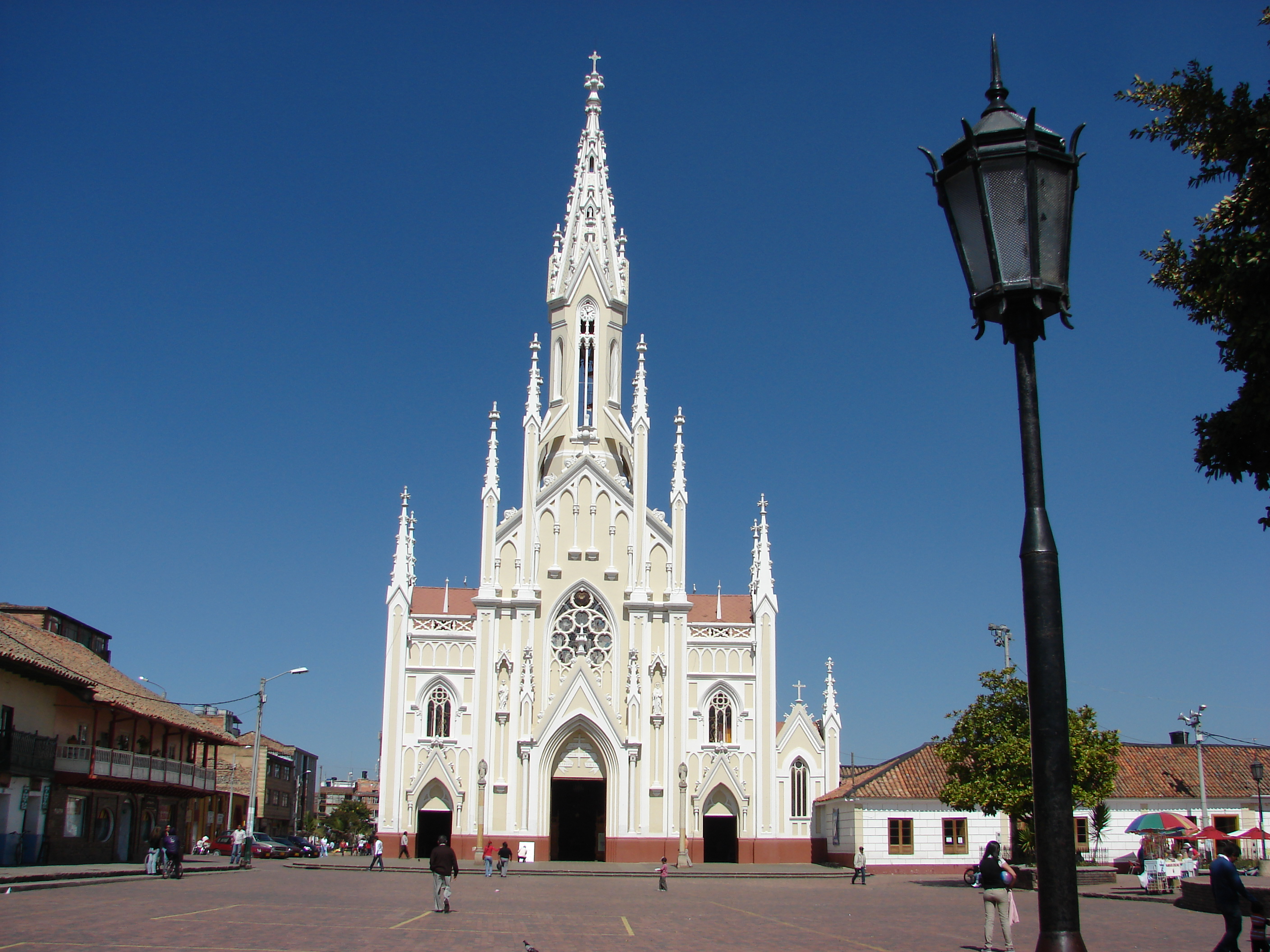
Basílica del Santo Cristo de Ubaté.
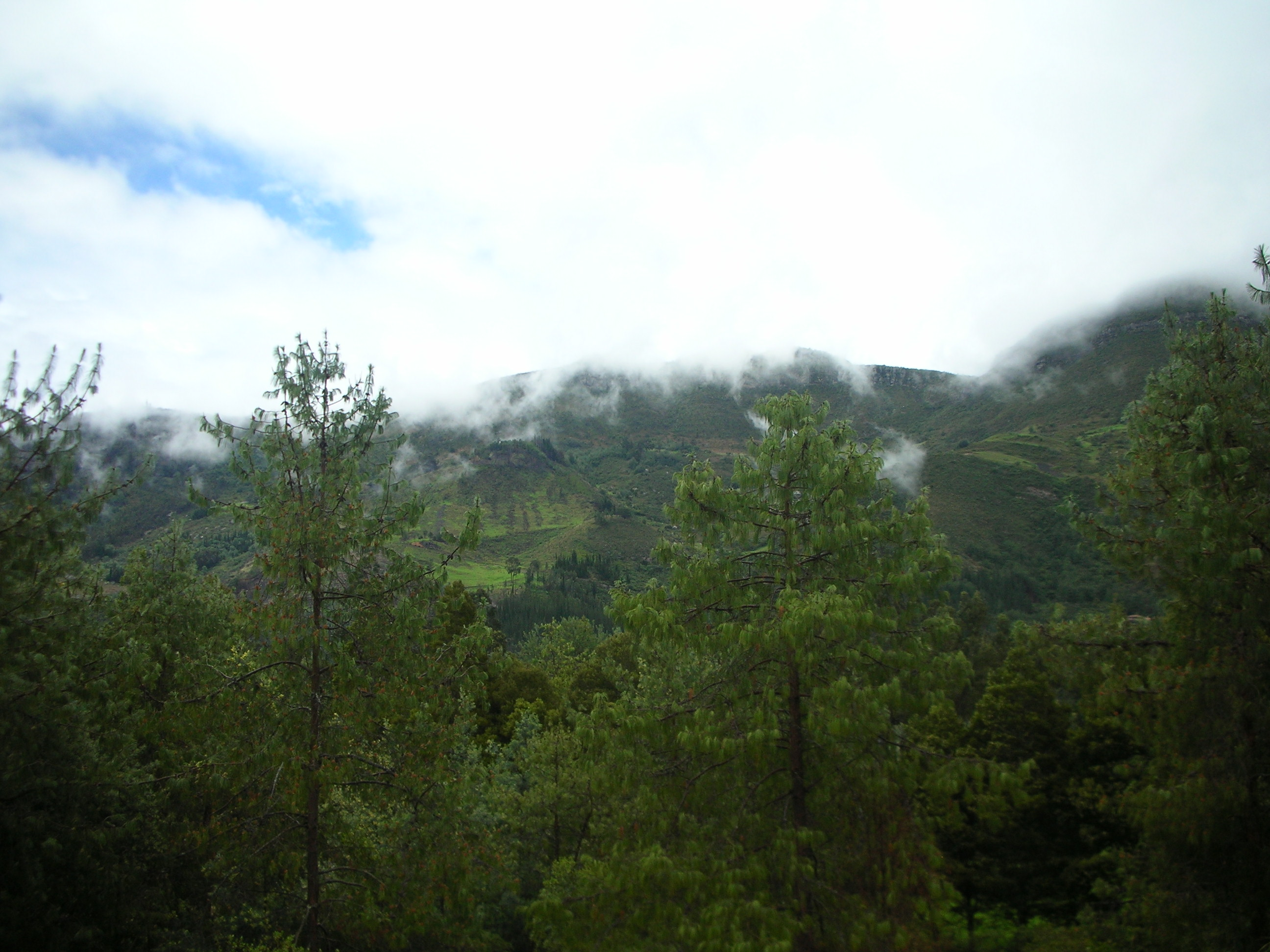
Bosque nativo en Ubaté.